# Karl von Schmidt
.

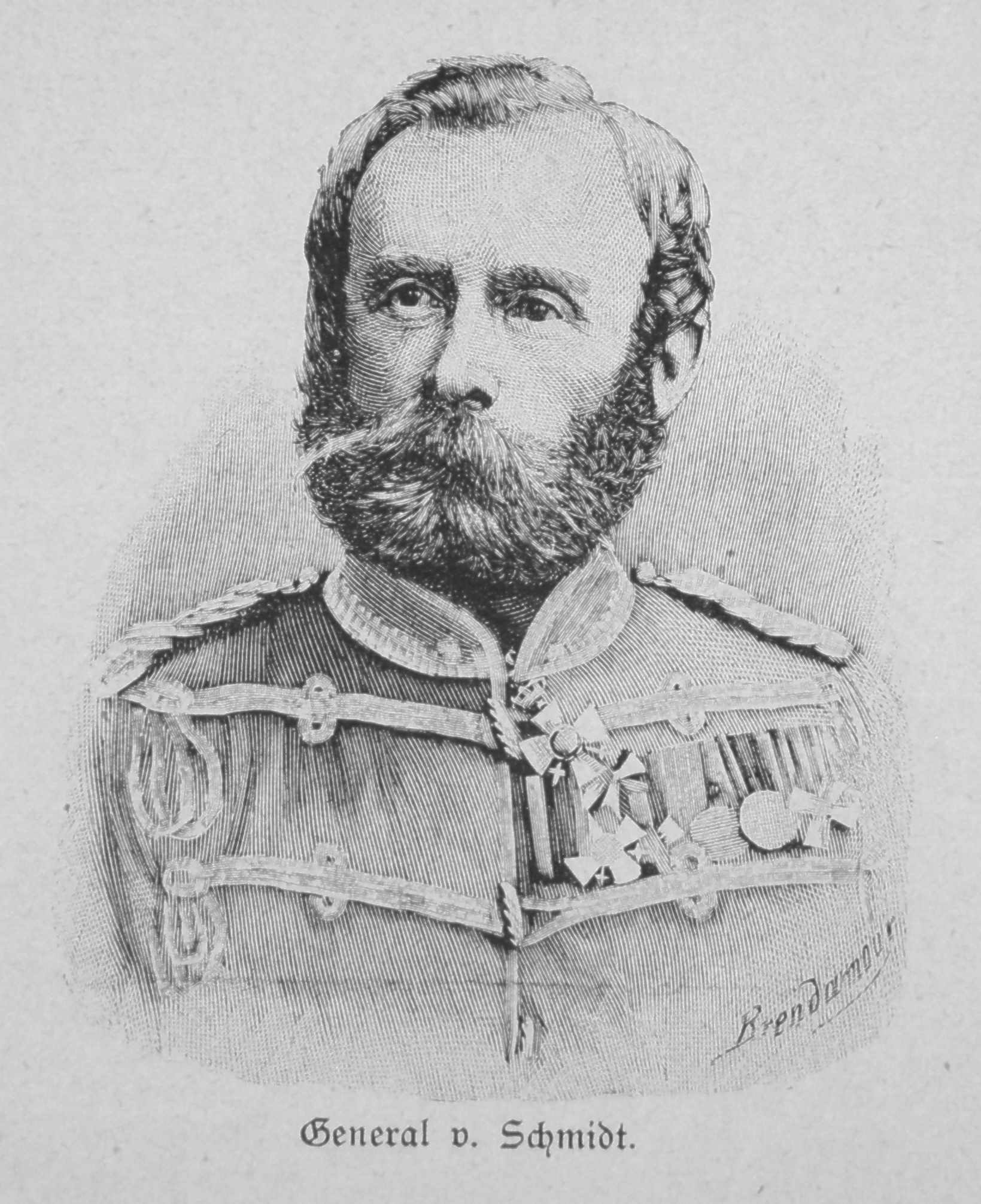
Karl von Schmidt.

Karl von Schmidt (12 tháng 1 năm 1817 – 25 tháng 8 năm 1875) là một tướng lĩnh kỵ binh Phổ.
Schmidt đã chào đời tại Schwedt trên sông Oder ở tỉnh Brandenburg của Vương quốc Phổ, và gia nhập Trung đoàn Thương kỵ binh số 4 với vai trò là một thiếu úy vào năm 1834.
Thời gian thực thi nghĩa vụ lâu dài của ông trong trung đoàn được ghi dấu bởi việc phục vụ trong bộ tham mưu và công tác chỉ thị, và trong cuộc tổng động viên năm 1859, ông được giao quyền chỉ huy một trung đoàn kỵ binh Vệ binh Quốc gia (Landwehr). Vào năm 1863, ông trở thành đại tá trong Trung đoàn Thiết kỵ binh số 4, và chỉ huy trung đoàn này trong các chiến dịch ít có sự kiện quan trọng đối với binh chủng kỵ binh trong cuộc Chiến tranh Schleswig lần thứ hai năm 1864 và Chiến tranh Áo-Phổ năm 1866. Sau đó, ông chỉ huy một trung đoàn mới được thành lập gồm binh lính người Schleswig-Holstein, Trung đoàn Khinh kỵ binh số 16, nhưng khi cuộc Chiến tranh Pháp-Đức bùng nổ, ông vẫn là một viên sĩ quan vô danh và có lẽ là không được tín nhiệm, mặc dù sự thấu hiểu của ông, mặc dù sự am tường của ông về lực lượng kỵ binh được thừa nhận. Song, một cơ hội vinh quang đã đến với ông trong trận đánh dữ dội giữa kỵ binh Phổ và Pháp quanh Mars-la-Tour - Vionville vào ngày 16 tháng 8 năm 1870, tại đó ông tạm thời chỉ huy một lữ đoàn và bị thương nặng. Không lâu sau đó, ông được thăng cấp Thiếu tướng và trở thành tư lệnh tạm thời của sư đoàn của ông sau khi người chỉ huy của nó bị loại khỏi vòng chiến.
Trong vai trò chỉ huy sư đoàn, ông đã thực hiện xuất sắc nhiệm vụ của mình trong chiến dịch trên sông Loire, và trong các hoạt động quân sự gần Le Mans vào mùa đông. Ông trở nên danh tiếng không thua kém bất kỳ một ai trong hàng ngũ sĩ quan và binh lính thuộc binh chủng kỵ binh. Sau khi cuộc chiến tranh kết thúc, ông đóng một vai trò quan trọng trong việc tái cấu trúc kỵ binh Phổ, và trong vòng 10 năm sự hữu hiệu của kỵ binh Phổ đã lên đến một mức độ vượt xa bất kỳ một kỵ binh nào khác ở châu Âu. Đến năm 1875, mặc dù sức khỏe suy nhược, ông vẫn từ chối ngừng thực hiện các cuộc diễn tập của kỵ binh quan trọng mà ông đã được giao phó. Tuy nhiên, sau một vài ngày làm việc nặng nhọc, ông lâm trọng bệnh và qua đời tại Danzig vào ngày 25 tháng 8 năm 1875. Vào năm 1889, Trung đoàn Thương kỵ binh số 4 – một đơn vị đã gắn bó với ông trong hầu hết thời gian tham gia cấp trung đoàn của ông – đã được đặt tên theo ông "von Schmidt".
Các chỉ thị huấn luyện và diễn tập của Schmidt đã được các sĩ quan tham mưu của ông là Đại úy von Vollard Bockelberg biên tập và xuất bản, theo thượng lệnh của Hoàng thân Friedrich Karl của Phổ. Một bản dịch tiếng Anh, Instructions for Cavalry (Những huấn lệnh kỵ binh), đã được Văn phòng chiến tranh Anh xuất bản. Bản thân Schmidt đã viết một cuốn sách nhỏ, Auch ein Wonber die Ausbsldung den Cavallenie (1862). Phiên bản gốc bằng tiếng Đức của Những huấn luyện kỵ binh được đề tựa bằng một hồi ký về cuộc đời và những cống hiến của Schmidt, do Thiếu tá Kaehler viết.